# Tohi à bec orange
Arremon aurantiirostris
Espèce
Statut de conservation UICN

 LC  : Préoccupation mineure
Le Tohi à bec orange (Arremon aurantiirostris) est une espèce d'oiseaux de la famille des Passerellidae.

## Description
Cet oiseau mesure environ 15,5 cm de longueur. Comme son nom l'indique, son bec est orange. La tête et la poitrine sont noire tandis que la gorge est blanche et le ventre grisâtre.

## Répartition
Cette espèce vit en Amérique centrale et dans le Nord de l'Amérique du Sud depuis le Sud-Est du Mexique jusqu'au Nord-Est du Pérou : Mexique, Guatemala, Belize, Honduras, Salvador, Nicaragua, Costa Rica, Panama...

## Habitat
Cet oiseau peuple les sous-bois des forêts humides.

## Alimentation
Cette espèce consomme des invertébrés et des fruits.

## Sous-espèces

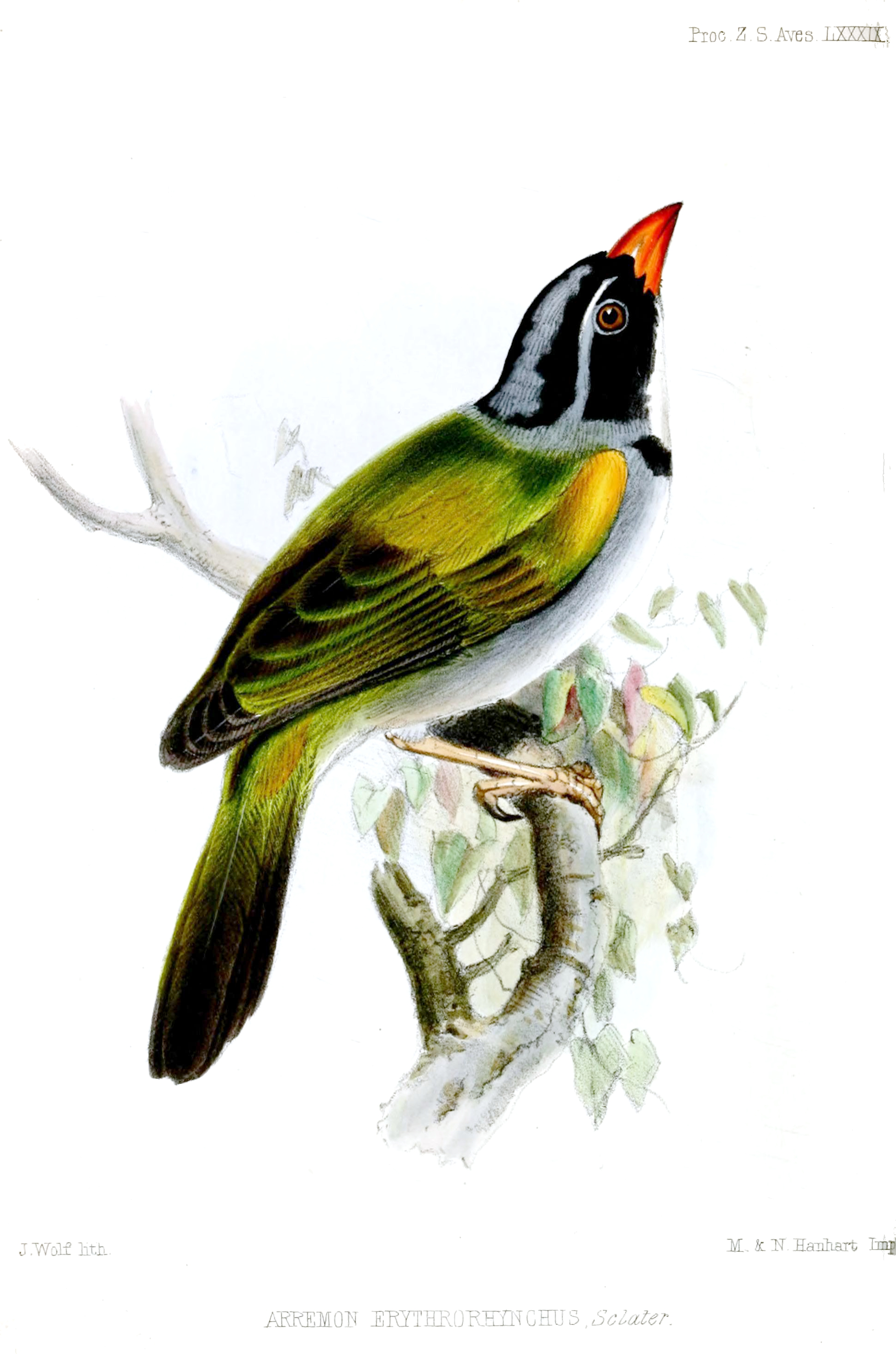
Dessin de 1855 représentant Arremon aurantiirostris erythrorhynchus.

Selon le Congrès ornithologique international et Alan P. Peterson il existe huit sous-espèces :
- Arremon aurantiirostris saturatus Cherrie, 1891 ;
- Arremon aurantiirostris rufidorsalis Cassin, 1865 ;
- Arremon aurantiirostris aurantiirostris Lafresnaye, 1847 ;
- Arremon aurantiirostris strictocollaris Todd, 1922 ;
- Arremon aurantiirostris occidentalis Hellmayr, 1911 ;
- Arremon aurantiirostris santarosae Chapman, 1925 ;
- Arremon aurantiirostris erythrorhynchus P.L. Sclater, 1855 ;
- Arremon aurantiirostris spectabilis P.L. Sclater, 1855.